# ジュラシック・ジョーズ
『ジュラシックジョーズ』（Up from the Depths）は1979年にアメリカ・フィリピンで制作された映画である。監督はチャールズ・B・グリフィス。
人気リゾート海岸に突如現れた謎の人食い生物と、それに恐怖しながらも立ち向かう人々の物語。スリラー映画・ホラー映画・パニック映画などのジャンルに含まれる。

## あらすじ
ハワイの海岸で、鮫と思わしき生物が観光客を食い殺すという事件が起きた。リゾートホテルのオーナーは、事件の連絡を受けるも観光客の減少を懸念して隠蔽してしまう。そんな中、主人公は海底に沈んだ日本の貨物船での宝探しツアーを開催していた。ツアーの最中に客が日本刀を見つけた時、海の中から謎の生物が襲いかかる。その生物は6500万年の眠りから覚めた、凶暴な古代魚だったのだ。古代魚は海岸にまで現れ、リゾートに来ていた観光客たちはパニックに陥る。
事態を収拾しようとしたホテルのオーナーは古代魚に懸賞金をかけ、観光客たちは色めき立って次々と海に出て行く。しかし古代魚の凶暴さに、1人また1人と命を落として行く。このままでは全員の命が危ないと、主人公は海洋学者たちと古代魚に立ち向かう決意をするのだった。

## キャスト
- サム・ボトムズ
- スザンヌ・リード
- ヴァージル・フライ
- ケドリック・ウルフ
- チャールズ・ハワートン

## スタッフ
- 監督：チャールズ・B・グリフィス
- 製作：シリオ・H・サンチャゴ
- 製作総指揮：ジャック・アチエンザ、ロジャー・コーマン
- 脚本：アルフレッド・スウィーニー、アン・ダイアー
- 撮影：リカルド・レミアス
- 音楽：ジェームズ・ホーナー、ラッセル・オマリー

## 作品の評価
『ジョーズ』（1975年）のパロディと思われる要素が強い。鮫に人間が襲われるもホテルのオーナーが隠蔽、観光客がパニックになった後に賞金を賭けるところなど一致している。しかしジョーズとは演出がかなり異なる。古代魚に襲われているシーンは赤く染まった海水に泡が激しく吹き出るだけであったり、ラストでおびき寄せるための餌に死亡した仲間を使用している（しかも死に際に「怪物（古代魚）の餌にはなりたくない」と発言していた。）。評価サイト「みんなのレビュー」では、10点満点で0.33という低い評価を得ている。